# Мавританска угия
Угията (на арабски: أوقية) е официалната валута и разплащателно средство в Мавритания. Въведена е в паричен оборот през 1973 г. вместо CFA франк в съотношение 1 угия = 5 франка. Международното означение е MRO.
Угията е сред малкото валути в света, които нямат десетично деление. Недесетична валута, освен в Мавритания, се използва само в Мадагаскар (Малгашки ариар). Една мавританска угия е равна на 5 хумса (на арабски: خمس – „една пета“). Така за улеснение, реално хумсът замества старата валута CFA франк (1 хумс = 1 CFA франк).
В парично обращение са банкноти с номинал 100, 200, 500, 1000, 2000, 5000 мавритански угии и монети от 20, 10, 5, 1 и 1/5 угии (1 хумс).